# Sulzerbach
Der Sulzerbach ist ein Bach im bayerischen Landkreis Weilheim-Schongau. Er entsteht an den Osthängen des Hohen Peißenbergs oberhalb des Sulzer Stollens.
Dort verläuft er in einem Graben in Kaskaden, bevor er ins Ortsgebiet von Peißenberg eintritt.
Er unterquert die Bahnlinie am Bahnhof Peißenberg und mündet nach kurzem weiterem Lauf von links in den Stadelbach. 